# Koldo Gil

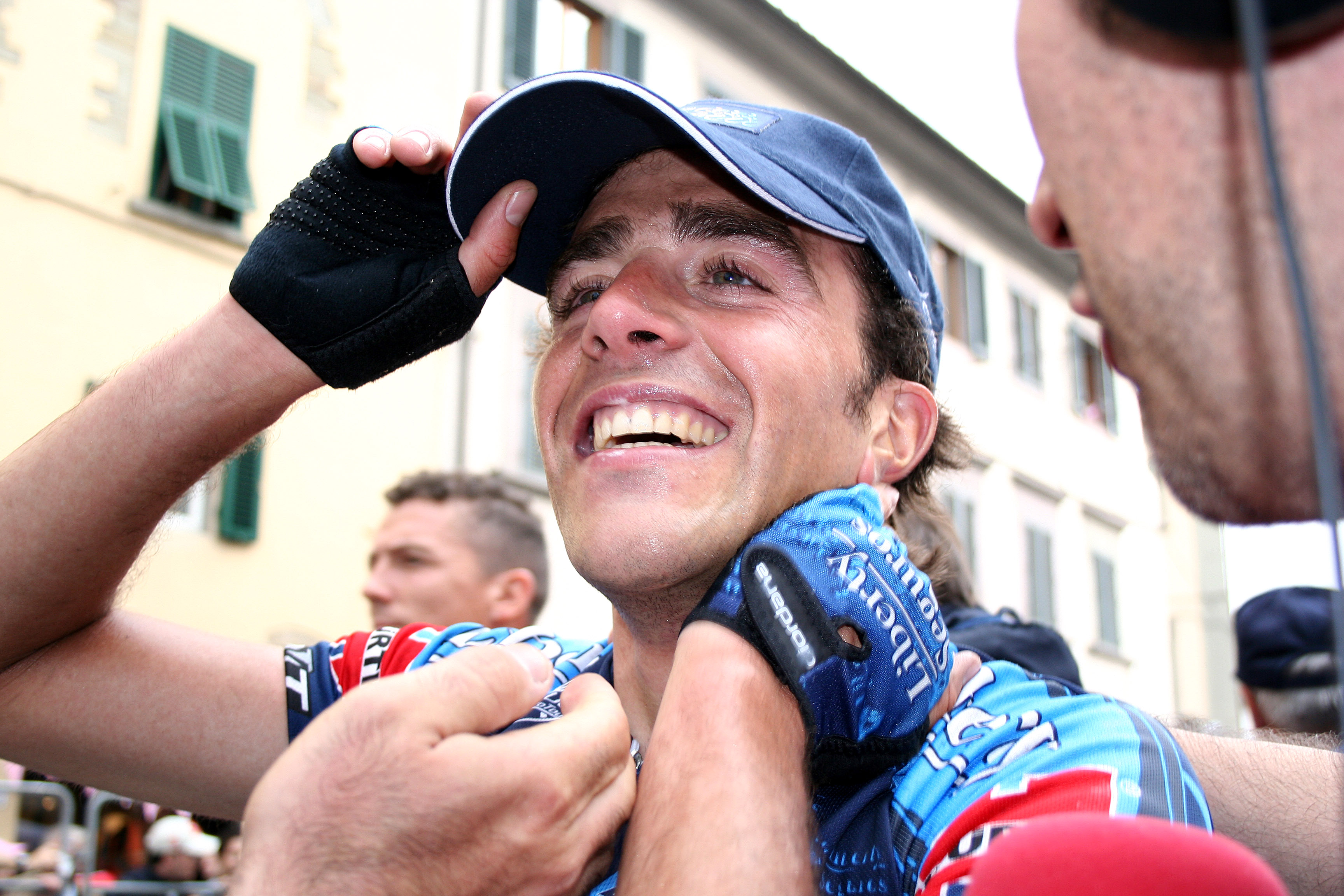
Gil nach seinem Etappensieg beim Giro d’Italia 2005

Koldo Gil Pérez (* 16. Januar 1978 in Pamplona) ist ein ehemaliger spanischer Radrennfahrer.

## Karriere
Gil wurde 2001 Profi beim spanischen Radsportteam iBanesto.com. Seinen ersten internationalen Erfolg feierte er 2002 bei einer Etappe der Vuelta a La Rioja, sein Durchbruch jedoch gelang ihm bei der Katalonien-Rundfahrt 2003 mit einem dritten Platz im Gesamtklassement. Zu seinen weiteren Erfolgen zählt u. a. der Gesamtsieg der Murcia-Rundfahrt 2005 und ein Etappensieg beim Giro d’Italia 2005.
Bei der Tour de Suisse 2006 belegte er zunächst den zweiten Platz im Gesamtklassement, nur 24 Sekunden hinter dem Sieger Jan Ullrich. Gil hatte die sechste Etappe nach La Punt Chamues-ch gewonnen und blieb bis zum abschließenden Einzelzeitfahren in Führung, das er als Neunter mit 1:14 Minuten Rückstand auf Ullrich beendete und damit den Tour-Sieg knapp verpasste. Aufgrund eines am 9. Februar 2012 gefällten Urteils des Internationalen Sportgerichtshofes CAS wurde Ullrich aufgrund seiner Zusammenarbeit mit Eufemiano Fuentes und seiner Verwicklung in den nach Fuentes benannten Dopingskandal der Sieg nachträglich aberkannt. Daher rückte Gil nachträglich auf Platz eins der Gesamtwertung vor.
Gil selbst soll ebenfalls auf der Kundenliste von Fuentes gestanden haben, weswegen im Vorfeld der Vuelta a España 2006 ihm sein Team Saunier Duval-Prodir die Teilnahme an der Rundfahrt verweigerte. Im Jahr 2009 erklärte er seinen Rücktritt. Bei seiner Rücktrittserklärung gab er der UCI die Schuld, kein neues Team gefunden zu haben.

## Erfolge
2002
- eine Etappe Vuelta a La Rioja

2004
- Gesamtwertung Vuelta a Castilla y León

2005
- Gesamtwertung Murcia-Rundfahrt
- eine Etappe Giro d’Italia

2006
- Gesamtwertung und zwei Etappen Euskal Bizikleta
- Gesamtwertung und eine Etappe Tour de Suisse

2007
- Subida al Naranco
- Gesamtwertung Asturien-Rundfahrt

2008
- eine Etappe Grande Prémio Internacional de Torres Vedras

## Teams
- 2001 iBanesto.com
- 2002 iBanesto.com
- 2003 O.N.C.E.-Eroski
- 2004 Liberty Seguros
- 2005 Liberty Seguros-Würth
- 2006 Saunier Duval-Prodir
- 2007 Saunier Duval-Prodir
- 2008 Liberty Seguros Continental